# Ennio De Giorgi
Ennio De Giorgi (8. února 1928, Lecce, Itálie – 25. října 1996, Pisa, Itálie) byl italský matematik, který se zabýval především matematickou analýzou. Konkrétně minimálními plochami a parciálními diferenciálními rovnicemi. Je nositelem Wolfovy ceny za matematiku za rok 1990.